# Chrostosoma plagiata
Chrostosoma plagiata är en fjärilsart som beskrevs av Rothschild 1911. Chrostosoma plagiata ingår i släktet Chrostosoma och familjen björnspinnare. Inga underarter finns listade i Catalogue of Life.